# Recintos feriales de España
España tiene numerosos recintos feriales gestionados en su mayoría por instituciones feriales que organizan ferias. 
| Número | Recinto ferial              | Localidad            | Superficie                 | Asistencia anual (pre-covid) | Ferias y congresos |
| ------ | --------------------------- | -------------------- | -------------------------- | ---------------------------- | ------------------ |
| 1      | IFEMA                       | Madrid               | 200 000m² +10 000m²        | 2-3 millones de personas     | 107                |
| 2      | Fira de Barcelona, Gran Via | Barcelona            | 240 000m²                  | 2,5 millones de personas     | 105                |
| 2      | Fira de Barcelona, Montjuïc | Barcelona            | 153 000m²                  | 2,5 millones de personas     | 105                |
| 2      | Fira de Barcelona, CCIB     | Barcelona            | 100 000m²                  | 500 000 personas             | 105                |
| 3      | Bilbao Exhibition Center    | Baracaldo            | 251 055m²                  | 843.800 personas             | 26                 |
| 4      | Feria Valencia              | Valencia             | 231 000m²                  | 1,3 millones de personas     | 45                 |
| 5      | FEVAL                       | Extremadura          | 120 000m²                  | 675.000 personas             | 11                 |
| 6      | Feria de Zaragoza           | Zaragoza             | 88 490+22.000m²            | 320 000 personas             | 14                 |
| 7      | FYCMA                       | Málaga               | 133 923m²                  | 290 000 personas             | 14                 |
| 8      | Fira de Lleida              | Lérida               | 9 370+61 500(exterior)m²   | 250 000 personas             | 13                 |
| 9      | IFEVI                       | Vigo                 | 37 667m²                   | 246 000 personas             | 14                 |
| 10     | Fira de Girona              | Gerona               | 11 737+46 879(exterior)m²  | 142 300 personas             | 12                 |
| 11     | FIBES                       | Sevilla              | 37 110m²                   | -                            | 22                 |
| 12     | FERMASA                     | Granada              | 60 000m²                   | 120 000 personas             | 10                 |
| 13     | IFEPA                       | Murcia               | 46 785m²                   | -                            | 11                 |
| 14     | IFECA                       | Jerez de la Frontera | 12 000+28 000(exterior)m²  | 95 000 personas              | 13                 |
| 15     | Recinto Ferial Tenerife     | Tenerife             | 40 000m²                   | -                            | 8                  |
| 16     | Expocoruña                  | La Coruña            | 29 000m²                   | 77 000 personas              | 9                  |
| 17     | ABANCA                      | Galicia              | 35 000+20 000(exterior)m²  | -                            | 9                  |
| 18     | Recinto Ferial Luis Adaro   | Gijón                | 13 000+145 000m(exterior)² | -                            | 10                 |
| 19     | Expourense                  | Orense               | 14 000m²                   | -                            | 10                 |

A mencionar: Feria de Valladolid, Institución Ferial Alicantina, IFEBA, FERMASA, IFAB, FICOBA, Palacio de Congresos de Cataluña
*La clasificación es aproximada